# Le Boulay-Morin
Le Boulay-Morin är en kommun i departementet Eure i regionen Normandie i norra Frankrike. Kommunen ligger i kantonen Évreux-Nord som tillhör arrondissementet Évreux. År 2022 hade Le Boulay-Morin 818 invånare.

## Befolkningsutveckling
Antalet invånare i kommunen Le Boulay-Morin
Referens:INSEE